# Abbas Quli Mirza
Abbas Quli Mirza (segle xix) fou un príncep qajar que va ocupar el govern de Kirman o Kerman a Pèrsia.
Era fill d'Ibrahim Khan Zahir al-Dawla (governador de Kirman) i net (per la mare Dawlatgeldi) de Fath Ali Shah. Quan Zahir al-Dawla va anar a Teheran el 1824 va deixar com a governador suplent a Kirman al seu fill Abbas, més jove que altres 22 fills, però preferit per la noblesa de la mare. Zahir al-Dawla va morir a Teheran el 1824 o 1825 i Abbas va assolir el govern de Kirman amb l'acord del xa, ja que era costum entre els Qadjar.
Abbas va fer responsable de la derrota persa la guerra amb Rússia (1826-1828) al príncep hereu Abbas Mirza, i es va revoltar instigat pel seu visir Mohammad Qasem Khan Damagani (que ja era visir amb el seu pare). El xa va enviar a Kanlar Khan per restablir l'autoritat reial a Kirman, però aquest fou assassinat a Bagin per ordre d'Abbas Quli Khan, quan l'enviat retornava a Teheran (8 de gener de 1828).
Un exèrcit rebel de 20.000 homes es va dirigir de Kirman a Yadz que estava governada per Mohammad Vali Mirza (fill de Fath Ali Shah) però no va assolir el seu objectiu i es va dispersar al sud-est de Yadz, per la intervenció de Mirza Hosayn Vazir. Abbas Quli Mirza es va refugiar amb Husayn Ali Mirza Farmanfarma, governador de Fars, a Siraz, i d'allí va passar a Mazandaran on fou arrestat per son sogre Mohammad Quli Mirza Molkara, governador de Mazandaran. El mateix any Hasan Ali Mirza Shodja al-Saltana fou nomenat governador de Kerman, fins que el 1831 hi fou enviat el príncep hereu Abbas Mirza per restaurar l'ordre. Abbas Quli Mirza ja no va participar en la política mai més.